# Nominativ
Nominativ (von lateinisch nominare ‚benennen‘; altgriechisch ὀρθή ‚Rechter‘ oder εὐθεῖα ,Gradliniger‘) ist in der Grammatik die Bezeichnung für einen Kasus (Fall), der vor allem zur Kennzeichnung des Subjekts im Satz dient, für den es aber auch typisch ist, dass er in freier Verwendung eines Substantivs auftreten kann (d. h. unregiert), zum Beispiel im Deutschen in der Anrede. Der Nominativ wird dann auch als Zitierform oder „Grundform“ eines Substantivs gebraucht. In der deutschen Schulgrammatik wird der Nominativ auch 1. Fall oder Wer-Fall genannt.
Im Sprachvergleich erscheint der Nominativ meist als Teil eines Kasussystems, das man auch Nominativ-Akkusativ-System nennt und das vor allem Sprachen mit einem Ergativsystem gegenübergestellt wird. Die Kasus-Grundform in Ergativsystemen wird meistens als Absolutiv bezeichnet, gelegentlich jedoch auch Nominativ genannt.

## Der Nominativ in der deutschen Sprache

### Der Nominativ als Kasus des Subjekts
Der Nominativ ist der am häufigsten gebrauchte Fall der in der deutschen Grammatik verwendeten vier Fälle und ist der reguläre Fall, in dem das Subjekt (Satzgegenstand) des Satzes steht. Er kann nur bei einem Verb stehen, das in Person und Zahl (lat. numerus) gebeugt ist (finites Verb). Der Nominativ hat im Deutschen eine eindeutige eigene Form bei der männlichen Form von Artikeln und Personalpronomen der Einzahl, also „der“ bzw. „er“, sowie bei dem Fragewort für Personen „wer“. Daher wird die Ersetzung eines Satzglieds durch eine Wer?-Frage als Test benutzt, um das Subjekt des Satzes zu finden (alle anderen Formen, einschließlich der Was?-Frage für unbelebte Subjekte, sind nicht eindeutig).
Beispiele:
- „Der Enkelsohn spielt im Garten.“ – „Wer spielt im Garten?“ – „Der Enkelsohn.“
- „Der Dachstuhl brennt.“ – „Was brennt?“ – „Der Dachstuhl.“

Hierbei ist zu beachten, dass das Subjekt immer mit dem finiten Verb in Person und Zahl übereinstimmt. Daher wird auch von der Kongruenz (Übereinstimmung) zwischen Subjekt und Prädikat gesprochen.
- „Die Kinder spielen im Garten.“ – „Das Kind spielt im Garten.“
- „Das Haus brennt.“ – „Die Häuser brennen.“

Im Nominativ können alle deklinierbaren Wörter stehen, mit Ausnahme des Reflexivpronomens. Das Indefinitpronomen man wiederum kommt nur im Nominativ vor.

### Der Gleichsetzungsnominativ (Prädikatsnominativ)
Der Gleichsetzungsnominativ wird unterschiedlich bezeichnet. Im Grammatik-Duden wird er „prädikativer Nominativ“ genannt. Auch gebräuchlich ist der Ausdruck „Subjektprädikativum“.
- „Mein Vater ist Lehrer.“
- „Meine Schwester heißt Stephanie.“
- „Sie ist eine Künstlerin.“

Der Gleichsetzungsnominativ folgt nur auf die Verben sein, werden, heißen, scheinen (zu sein), bleiben, gelten (als), (sich) fühlen (als), (sich) dünken (als), (sich) erweisen (als), (sich) entpuppen (als). Diese Verben können also mit zwei Nominativen im Satz erscheinen.
Der Gleichsetzungsnominativ übernimmt seinen Kasus auch vom Subjekt, wobei es manchmal schwer ist, Gleichsetzungsnominativ und Nominativ zu unterscheiden. Hierbei ist es dann hilfreich, das Verb durch eines zu ersetzen, welches mit als gekennzeichnet ist, z. B. geben als
- „Er ist ein großer Künstler.“ (Nur im Fall des Maskulinums sieht man, dass es Nominativ ist.)
- „Sie entpuppt sich als eine große Künstlerin.“

Sie ist der Nominativ und eine große Künstlerin ist der Gleichsetzungsnominativ.

### Der absolute Nominativ
Damit ist ein Nominativ gemeint, der losgelöst von einem Satzzusammenhang „für sich allein“ steht.
- „Die ganze Stadt stand in Flammen – ein schrecklicher Anblick“.[2]

## Der Nominativ in der Sprachtypologie
In der Sprachtypologie interessiert man sich dafür, ob eine Sprache den Nominativ morphologisch kennzeichnet oder nicht, insbesondere im Gegensatz zum Akkusativ. Ist nur der Nominativ gekennzeichnet, so spricht man von einem markierten Nominativ, der z. B. in einer Reihe von kuschitischen, nilotischen und surmischen Sprachen Ostafrikas vorkommt.